# Identité culturelle
Pour les articles homonymes, voir Identité.
L’identité culturelle est un type d’identité qui implique des liens avec la culture, les coutumes, les traditions et les styles de vie d'une certaine population. Les groupes sociaux et les peuples peuvent y trouver une appartenance. L’identité culturelle regroupe plusieurs aspects représentatifs d’un peuple mis ensemble, créant un tout, une culture. En d’autres mots, c’est « un sentiment de relations partagées avec d’autres dans le cadre d’un attachement psychologique, sociologique et politique ».